# Jonne Valtonen

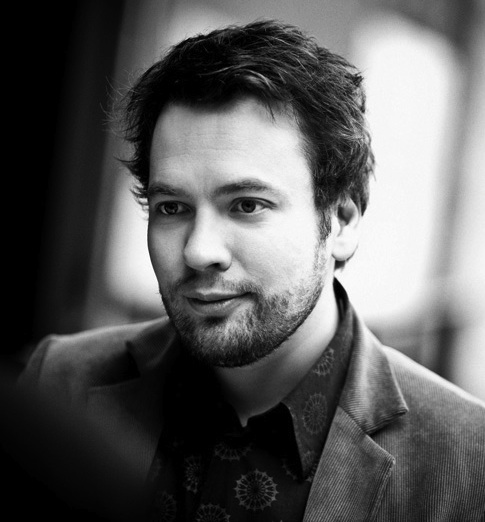
Jonne Valtonen, 2010

Jonne Valtonen (* 23. März 1976 in Turku) ist ein finnischer Komponist von Film- und Computerspielmusik sowie Arrangeur von Spielemusik. Im Bereich der Tracker- und Demoszene arbeitet er unter dem Namen Purple Motion.

## Leben
Valtonen wuchs zusammen mit einem Bruder in Kaarina in Finnland auf. Ab dem Alter von acht Jahren erhielt er Klavierunterricht. Er absolvierte ein Kompositionsstudium an der Tampere University of Applied Sciences, das er 2009 abschloss. Er wurde u. a. von Hannu Pohjannoro, Oliver Kohlenberg, Magnus Lindberg, Jukka Tiensuu, Kirmo Lintinen, Esa-Pekka Salonen und Michael Nyman unterrichtet.
Ab 1996 schrieb er Musik für finnische Spieleentwickler, u. a. für Remedy Entertainment, Housemarque und Bugbear Entertainment.  Seit 2005 arrangiert und orchestriert er Musik für die Game-Concerts-Reihe; Konzerte mit Videospielmusik, die weltweit mit großem Erfolg in Konzertsälen aufgeführt werden. Seit 2008 ist er musikalischer Leiter für alle Veranstaltungen, die von Merregnon Studios produziert werden.

## Preise und Auszeichnungen
2014 wurde Merregnon Studios für die Produktion des Musikalbums Final Symphony - music from Final Fantasy mit dem Annual Game Music Award ausgezeichnet. Aufgenommen wurde es vom London Symphony Orchestra in den Abbey Road Studios, mit Arrangements von Jonne Valtonen und Roger Wanamo.
2017 wurde Jonne Valtonen mit dem  Game Audio Award für Albion Online ausgezeichnet. Seit 2019 ist er Mitglied der Jury.

## Diskografie
- 2000 Merregnon Soundtrack, Volume 1; 2 Kompositionen; synSONIQ Records
- 2004 Musicdisk; erstes Solo-Album
- 2004 Merregnon Soundtrack, Volume 2; 2 Kompositionen; Merregnon Studios/Soulfood Distribution/Dex Entertainment
- 2007 Number Nine; Piano Suite; synSONIQ Records
- 2008 Symphonic Shades; Arrangement und Orchestrierung; Merregnon Studios/synSONIQ Records
- 2008 Musica e WCCF secondo movimento; Arrangement und Orchestrierung; Wave Master
- 2010 Symphonic Fantasies; Arrangement und Orchestrierung; Decca Records/Square Enix
- 2010 Benyamin Nuss plays Uematsu; Arrangement für Klavier, Deutsche Grammophon
- 2012 Symphonic Fantasies Tokyo; Arrangement und Orchestrierung; Merregnon Records/Square Enix
- 2015 Final Symphony; Arrangement und Orchestrierung; Merregnon Records/Square Enix
- 2016 Turrican II - The Orchestral Album; Arrangement und Orchestrierung; Chris Huelsbeck Productions/Merregnon Studios
- 2020 Symphonic Memories - music from Square Enix; Arrangement und Orchestrierung; Square Enix